# Arthur Kronthal

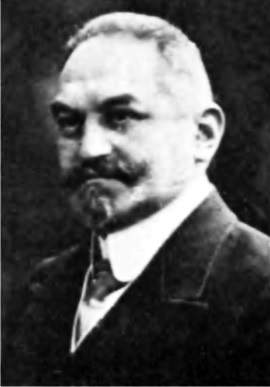
Arthur Kronthal

Arthur Kronthal (geboren 25. November 1859 in Posen; gestorben 4. November 1941 in Berlin) war ein deutscher Unternehmer und Regionalhistoriker.

## Leben und Werk
Kronthal wurde als Sohn des Wolf Kronthal und dessen Ehefrau Pauline geb. Heilbronn geboren. Wolf Kronthal engagierte sich politisch und saß im Stadtrat. Sein Großvater, Simon Kronthal, gründete 1820 eine Fabrik. Arthur selbst studierte Maschinenbau, absolvierte eine technische Ausbildung und kaufmännische Praktika, seine Bestimmung fand er aber in Geschichte, Kunst und Heimatpflege. Er engagierte sich ehrenamtlich als Handelsrichter, Stadtrat (1906–1918), als Kurator einiger Institute für Kunst und Wissenschaft, als leitendes Vorstandsmitglied in Vereinigungen wissenschaftlicher, künstlerischer, sozialer und wohltätiger Art. Seine Stiftung für Kunst spendete dem Kunstmuseum Posen zahlreiche Gemälde. Kronthal erhielt im Dezember 1906 den Roten Adlerorden IV. Klasse.
In seinen Schriften beschäftigte er sich mit allgemeiner und jüdischer Geschichte und mit der Kunst in der Provinz Posen. Kronthals Aktivitäten und Publikationen zeigen, dass er unabhängig von der aktuellen politischen Lage stets für vernunftbasierte Zusammenarbeit aller ethnischen und religiösen Schichten warb.
Nachdem die Provinz Posen wieder polnisch geworden war, fand er keine Beschäftigung mehr, sein Vermögen verlor er während der Inflation. 1921 wanderte er nach Berlin aus. Im Februar 1923 verstarb ihre Ehefrau Martha geb. Lissner. Sie wurde später auf dem Jüdischen Friedhof Weißensee beigesetzt. In Berlin lebte Kronthal schließlich im Altersheim der Jüdischen Gemeinde in der Berkaer Straße. Kronthal verstarb am 4. November 1941 um 13:40 Uhr im Jüdischen Krankenhaus Berlin. Als Todesursache wird Gefäßverkalkung, Nierenschrumpfung, Herzmuskelschwäche angegeben. Später wurde er auf dem Jüdischen Friedhofs in Berlin-Weißensee beigesetzt.
Die Kommission für die Geschichte der Deutschen in Polen e.V. verlieh 2012 zum ersten Male den „Arthur-Kronthal-Preis“. „Die Auszeichnung ist benannt nach dem ehemaligen jüdischstämmigen Posener Regionalhistoriker und Kommunalpolitiker Arthur Kronthal (1859-1941), dessen Biographie für ein friedliches Zusammenleben von Deutschen, Polen und Juden steht“ – so die Begründung der Namensgebung seitens der Kommission.

## Publikationen (Auswahl)
- Alt-Posen. Ansichten der Stadt Posen aus dem Jahre 1833 mit Einleitung und Erläterungen von Arthur Kronthal, Posen: Philippsche Buchhandlung, 1917 (Lithographien nach den Zeichnungen von Julius von Minutoli)
- Beiträge zur Geschichte der Posener Denkmäler und des künstlerischen und geistigen Lebens in Posen, Posen 1911 (Sonderabdruck aus dem von der Stadt Posen herausgegebenen Werk: „Die Residenzstadt Posen und ihre Verwaltung“, Posen 1911)
- Das Rathaus in Posen. Posen u. Lissa, Eulit. 1914
- Der alte Kunstverein für das Grossherzogtum Posen, Posen 1910 https://www.wbc.poznan.pl/publication/18830
- Dr. Karol Marcinkowski. Breslau, Priebatsch. 1925
- Neue Forschungen über J. B. Quadro, Posen: Drukarnia Concordia Sp. Akc., 1929 (Sonder-Abdruck: Deutsche Wissenschaftliche Zeintschrift für Polen, H. 15) https://polona.pl/item/neue-forschungen-uber-j-b-quadro,NDUzMzEwMzQ/4/#info:metadata
- Werke der Posener bildenden Kunst. Beiträge zur Heimatkunde über die Deckenbilder des Rathauses in Posen, das Knorrsche Gemälde „Marktplatz in Posen“ und Julius v. Minutoli, Louis Sachse und die Posener Stadtansichten des Jahres 1833. Berlin und Leipzig, Walter De Gruyter. 1921
- Aus einem jüdischen Leben des vorigen Jahrhunderts. Burg, Hopfer. 1931
- Jüdische Bildnis-Maler der Posener Biedermeierzeit. In: Jahrbuch für jüdische Geschichte und Literatur. H. 1, 1937. S. 204–216 http://sammlungen.ub.uni-frankfurt.de/cm/periodical/titleinfo/3118958